# Ауди Q2
Ауди Q2 је градски кросовер који је производи немачка фабрика аутомобила Ауди. Производи се од 2016. године.
Q2 је најмање Аудијево теренско возило, које је засновано на MQB платформи као и Фолксваген тигуан II. Представљен је на салон аутомобила у Женеви марта 2016. године.
Од мотора, основну верзију покреће 1.0 троцилиндарски TFSI од 116 КС, као и четвороцилиндарски турбо бензинци запремине 1.4 TFSI од 150 КС и 2.0 TFSI од 190 КС. Дизели су опремљени са 1.6 TDI мотором од 116 КС и 2.0 TDI од 150 и 190 КС. Снага се преноси на предње точкове помоћу шестостепеног мануелног мењача, а као опција понуђен је седмостепени S tronic са дуплим квачилом. Верзије 2.0 TFSI и 2.0 TDI имају quattro погон, односно погон на свим точковима, са седмостепеним S tronic мењачем.